# Charlotte Casiraghiová
Charlotte Marie Pomeline Casiraghiová (* 3. srpna 1986, Monte Carlo) je monacká modelka, členka vyšší společnosti, jezdkyně na koni a spisovatelka. Je druhým dítětem hannoverské princezny Caroline a italského průmyslníka Stefana Casiraghiho. Je jedenáctou v linii následnictví monackého trůnu. Jejími prarodiči z matčiny strany byli monacký kníže Rainier III. a americká herečka Grace Kellyová. Je pojmenovaná po své prababičce z matčiny strany, princezně Charlotte, vévodkyni z Valentinois.

## Mládí
Charlotte se narodila v Nemocničním centru kněžny Grace v La Colle v Monaku 3. srpna 1986 princezně Caroline Monacké a Stefanu Casiraghimu. Pokřtěna byla 20. září 1986. Jejími kmotry jsou Albina du Boisrouvray a švagr Stefana Casiraghiho, Massimo Bianchi. Má dva bratry, Andreu (* 1984) a Pierra (* 1987). Když jí byly čtyři roky, její otec zahynul při neštěstí závodního člunu. Po jeho smrti se celá rodina přestěhovala do městečka Saint-Rémy-de-Provence v jižní Francii, aby minimalizovali jejich vystavení tisku.
V lednu 1999 získala Charlotte nevlastního otce a dva nevlastní bratry (princ Arnošt Hannoverský a princ Kristián Hannoverský), když se její matka provdala za hannoverského prince Arnošta Augusta. O šest měsíců později se na klinice ve Vöcklabrucku v Rakousku narodila její nevlastní sestra, princezna Alexandra Hannoverská. Casiraghiová je její kmotrou. Rodina se poté přestěhovala na pařížské předměstí Fontainebleau.
V letech 2001 až 2004 se jako členka týmu Marionnaud Marcela Roziera zúčastnila řady parkurových soutěží třídy juniorů a amatérů. Trénoval ji jeho syn Thierry Rozier.

## Rodina
Prarodiče: Rainier III., kníže monacký, a Grace Kellyová, kněžna monacká
Rodiče: Stefano Casiraghi a Caroline Hannoverská
Nevlastní otec: Arnošt August V., princ hannoverský

Sourozenci: 
* Andrea Albert Pierre Casiraghi, nar. 8. června 1984
* Pierre Rainier Stefano Casiraghi, nar. 5. září 1987
Nevlastní sourozenci:
* Arnošt, princ hannoverský, nar. 1983
* Christian, princ hannoverský, nar. 1985
* Alexandra, princezna hannoverská, nar. 20. července 1999

## Vzdělání
Od dvou do šesti let navštěvovala Kateřinou školku (école maternelle) v Saint-Rémy-de-Provence. Od šesti let pak École de la République, také v Saint-Rémy-de-Provence. Od 1999 do 2004 byla studentkou Lycea Françoise Couperina ve Fontainebleau, poté Lycée Fénelon v Paříži.

## Soukromý život
V letech 2004 až 2007 chodila s Felixem Wincklerem. Jejím současným přítelem je Alexander Dellal.
Mezi její přátele patří Valentine Pozzo Di Borgho, Cecile Wincklerová, sestra Felixe, Eugenie Niarchosová a Tatiana Santo Domingo, přítelkyně jejího bratra Andrei.
Pravidelně se účastní oficiálních i neoficiálních monackých společenských událostí jako je např. charitativní ples Monackého červeného kříže, Velká cena Monaka F1 nebo ceremoniál při příležitosti Monackého státního svátku (Monaco National Day, 19. listopadu).
Rodina monacké kněžny se přátelila s již zesnulým Karlem Lagerfeldem, módním návrhářem a kreativním ředitelem francouzské značky Chanel, proto je Charlotte často hostem módních přehlídek a recepcí firmy Chanel.
Nyní Charlotte žije v Londýně, kde pracuje pro noviny The Independent. Mluví francouzsky, anglicky, italsky a německy.